# Give Peace a Chance

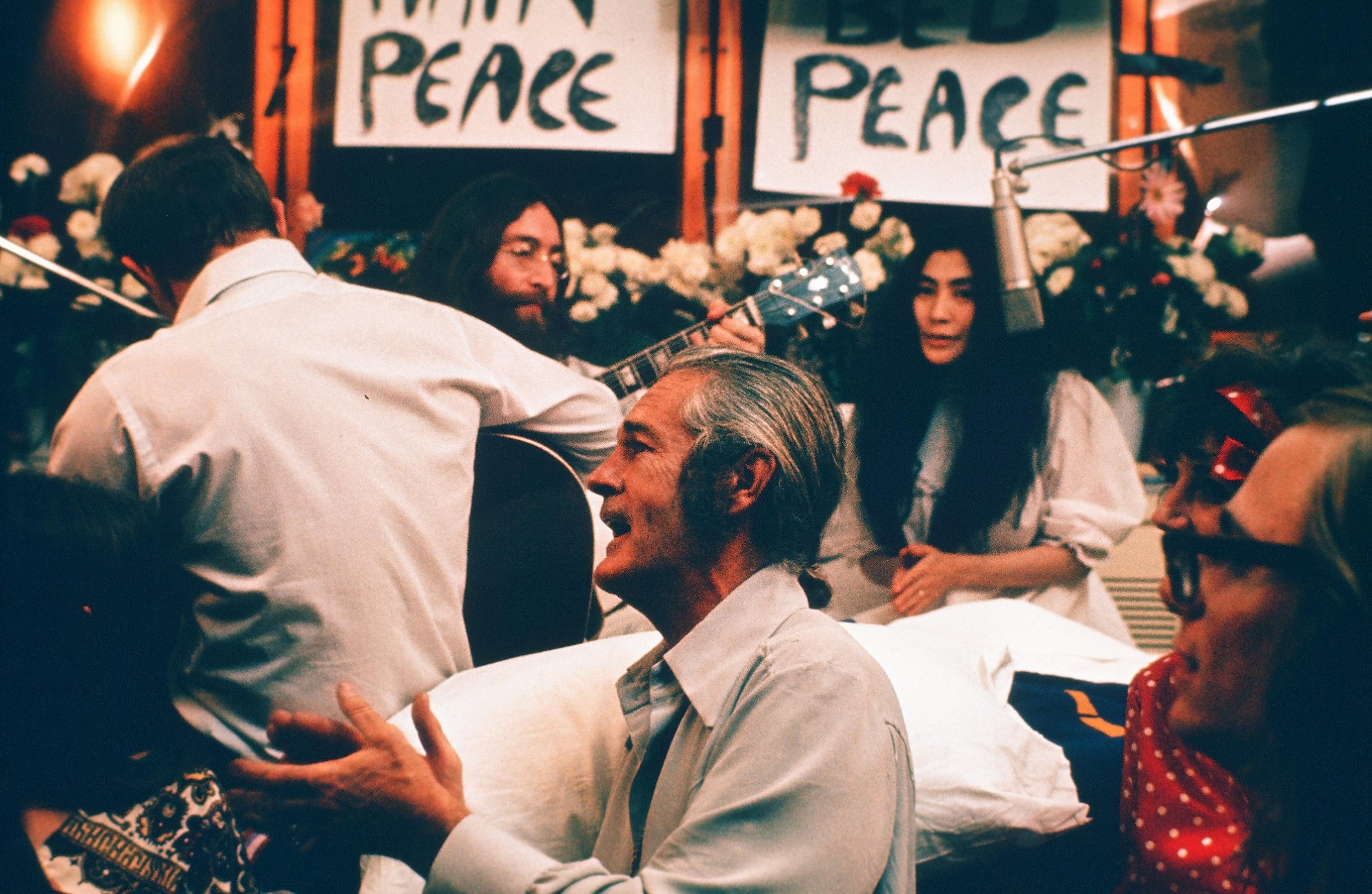
Fotka z nahrávání

Give Peace a Chance je skladba, kterou napsal John Lennon; i když autorství bylo původně připisováno dvojici Lennon/McCartney.
Jako jediný autor je Lennon uveden na živém albu Live in New York City nahraném v roce 1972 se sestavou Elephant's Memory, které vyšlo po jeho smrti v 90. letech. Toto autorství bylo potvrzeno i na kompilaci Lennon Legend: The Very Best of John Lennon z roku 1997 (jako i na DVD verzi z roku 2003) a v roce 2006 v dokumentu The U.S. vs. John Lennon.
Refrén skladby „All we are saying is give peace a chance“, a její idea vznikla v období na konci 60. let, když John a Yoko Ono organizovali nenásilný protiválečný happening známý jako Bed-In. Tuto protestní akci organizovali nejdřív v nizozemském Amsterdamu, plánovali se přemístit do New Yorku, ale vzhledem na předešlá Lennonova odsouzení za drogový přestupek v Londýně z listopadu 1968 jim Spojené státy nepovolily vstup a tak se přesunuli do Kanady.
Nahrávka "Give Peace a Chance" vznikla v pokoji číslo 1 742 hotelu Queen Elizabeth Hotel v Montrealu 1. června 1969 s pomocí čtyřech mikrofonů na čtyřstopý magnetofon Ampex pro vydavatelství RCA Victor. Nahrávaní se zúčastnilo množství novinářů a různých celebrit jako Timothy Leary, Joseph Schwartz, Rosemary Woodruff Leary, Petula Clark, Dick Gregory, Allen Ginsberg, Murray the K a Derek Taylor; jména některých jsou zmíněna i v textu této verze písně. Na akustickou kytaru hrál John Lennon doprovázený na druhou kytaru Tommy Smothersem ze skupiny Smothers Brothers.
Singl „Give Peace A Chance“ vyšel 4. července 1969 ve Spojeném království a 7. července 1969 v USA spolu se skladbou „Remember Love“ od Yoko Ono na "B" straně. Na albu se skladba poprvé objevila na kompilaci The John Lennon Collection 1. listopadu 1982 od vydavatelství EMI/Parlophone Records ve Spojeném království a 8. listopad 1982 v USA původně u vydavatele Geffen Records.
„Give Peace A Chance“ byla prvním sólovým singlem, který vydal člen Beatles ještě před rozpadem. Jako její interpret nebyl uveden John Lennon osobně, ale celá Plastic Ono Band. V USA se singl dostal na 14. pozici žebříčků a byl z něj vyřazen skladbou „Honky Tonk Women“ od skupiny The Rolling Stones. „Give Peace A Chance“ skladba se nakonec stala hymnou mírových hnutí. Je často zpívaná i jako protestsong.
Poslední originální verze skladby před závěrečným opakováním jednoveršovým refrénem „All we are saying is give peace a chance...“ oslovuje tyto osobnosti: „John and Yoko, Timmy Leary, Rosemary, Tommy Smothers, Bob Dylan, Tommy Cooper, Derek Taylor, Norman Mailer, Allen Ginsberg, Hare Krishna, Hare, Hare Krishna“. Během vystoupení se jména osobností oslovované v textu měnila a John improvizovaně použil jména těch, kteří byli přítomní nebo, kteří ho aktuálně napadli jako například „John and Yoko, Eric Clapton, Klaus Voormann, Penny Lane, Roosevelt, Nixon, Tommy Jones a Tommy Cooper, and somebody.“
28. června 1990 v Liverpoolu na konci svého turné spojením písní „Strawberry Fields Forever“, „Help!“ a „Give Peace a Chance“ vzdal Johnovi poctu Paul McCartney.
Elton John nahrál v roce 1990 tuto píseň jako „B“ stranu pro svůj singl „Club at the End of the Street“.
V roce 1991 Yoko Ono zorganizovala společné vystoupení se spolu s umělci jako Amina, Adam Ant, Sebastian Bach, Bros, Felix Cavaliere, Terence Trent D'Arby, Flea, John Frusciante, Peter Gabriel, Kadeem Hardison, Ofra Haza, Joe Higgs, Bruce Hornsby, Lee Jaffe, Al Jarreau, Jazzie B, Davey Johnstone, Lenny Kravitz, Cyndi Lauper, Sean Lennon, Little Richard, LL Cool J, MC Hammer, Michael McDonald, Duff McKagan, Alannah Myles, New Voices of Freedom, Randy Newman, Tom Petty, Iggy Pop, Q-Tip, Bonnie Raitt, Run, Dave Stewart, Teena Marie, Little Steven Van Zandt, Don Was, Wendy & Lisa, Ahmet Zappa, Dweezil Zappa, a Moon Unit Zappa pod společným názvem the Peace Choir, aby vyjádřili svůj postoj k tehdy probíhající válce v Zálivu.
V roce 2003 Yoko Ono vydala remixovanou verzi „Give Peace a Chance“ jako odpověď na události z 11. září.
Skupina Aerosmith spolu s Sierra Leone's Refugee All Stars vydali cover skladby na albu Instant Karma: The Amnesty International Campaign to Save Darfur věnovaném Johnu Lennonovi.
Progressive rocková skupina Yes odkazuje na „Give Peace a Chance“ v části „Your Move“ jejich skladby „I've Seen All Good People“.